# 12 de desembre
El 12 de desembre és el tres-cents quaranta-sisè dia de l'any del calendari gregorià i el tres-cents quaranta-setè en els anys de traspàs. Queden 19 dies per finalitzar l'any.

## Esdeveniments
Països Catalans
- 1889, Barcelona: l'enginyer català Francesc Bonet i Dalmau patenta el primer automòbil d'explosió del nostre país, conegut com a Bonet.
- 1970, Montserrat: s'inicia la tancada d'intel·lectuals a Montserrat en protesta per l'anomenat procés de Burgos.
- 2000, Girona: la Universitat de Girona inaugura el campus esportiu de Montilivi.[1]
- 2007, Badalona: es desallotja l'Hospital Germans Trias i Pujol a causa d'un incendi als soterranis. El fum va ser distribuït pel sistema de ventilació afectant diverses plantes.

Resta del món
- 1509, Blois, Regne de França: s'hi signa el Tractat de Blois de 1509 pel qual s'assegura la successió a la Corona de Castella de Carles d'Habsburg.
- 1816 - Es crea el Regne de les Dues Sicílies amb la unificació del Regne de Sicília i el Regne de Nàpols i Ferran I de les Dues Sicílies n'és el seu primer rei.
- 1834, Mendaza, Estella Oriental, Navarra: els carlins es van retirar en la batalla de Mendaza de la Primera Guerra Carlina.
- 1898: a París, EEUU y Espanya firmen l'anomenat «acord de la pau», tractat en què Espanya reconeix la «pèrdua» de les seves últimes colònies: Cuba, Puerto Rico, Filipines y Guam.
- 1946: La 50a Sessió plenària de les Nacions Unides recomana que el Govern feixista de Franco d'Espanya, calcat dels de Hitler i Mussolini, sigui exclòs com a membre de les Nacions Unides i la retirada immediata dels ambaixadors a Madrid, fins que es constitueixi un nou govern acceptable.[2]
- 1963, Kenya s'independitza del Regne Unit.[3]
- 1991, Rússia: La RSFS de Rússia va deixar de formar part de la Unió Soviètica.
- 1991, Nigèria: Abuja va esdevenir oficialment la capital de l'estat.
- 2004, Brussel·les, Bèlgica: els ministres de Transports dels vint-i-cinc països de la Unió Europea donen el vistiplau al sistema de localització via satèl·lit Galileo, que s'estrenarà el 2008.[cal citació]

## Naixements
Països Catalans
- 1745 - Barcelona: Ignasi Lacaba i Vila, cirurgià i catedràtic d'aquesta disciplina a Madrid.
- 1812 - Quartell, Camp de Morvedre: José Polo de Bernabé y Borrás, polític i empresari valencià (m. 1889).
- 1921 - Venta de Baños: Estrella Rivas Franco, dissenyadora de moda catalana (m. 2013).[4]
- 1945 - Madrid: Trinitario Ruiz Valarino fou un advocat i polític valencià.
- 1950 - València: Francis Montesinos, dissenyador de moda valencià.
- 1965 - L'Hospitalet de Llobregat, Barcelonès: José Corbacho Nieto, actor, director, guionista i humorista català.
- 1973 - la Seu d'Urgell, Alt Urgell: Teresa Colom i Pich, poeta i escriptora andorrana d'origen urgellenc.[5]
- 1976 - Elx, Baix Vinalopó: Diana Palazón, actriu i cantant valenciana.[6]

Resta del món
- 1574 - Palau de Skanderborg, Dinamarca: Anna de Dinamarca, princesa danesa de la Casa d'Oldenburg i reina consort d'Anglaterra i d'Escòcia.
- 1685 - Pistoia, Itàlia: Lodovico Giustini, compositor italià (m. 1743).
- 1791 - Parma, Ducat de Parma: Maria Lluïsa d'Àustria, esposa de Napoleó Bonaparte, Emperadriu de França.[7]
- 1821 - Rouen, Regne de França: Gustave Flaubert, escriptor francès (m. 1880).[8]
- 1823 - Almendralejo, Espanya: Carolina Coronado: escriptora romàntica espanyola (m. 1911).[9]
- 1826 - Baltimore: Martha Coston, dona de negocis i inventora de la bengala de Coston.[10]
- 1831 - Ponta Delgada: Ernesto do Canto, historiador, bibliòfil i polític de les Açores.
- 1832 - Oslo, Noruega: Peter Ludwig Mejdell Sylow, matemàtic (m. 1918).
- 1863 - Løten, Noruega: Edvard Munch, pintor i gravador noruec (m. 1944).
- 1866 - Mülhausen, França: Alfred Werner, químic francès, Premi Nobel de Química de l'any 1913 (m. 1919).
- 1876 - Breslau, avui Wroclaw, Polònia: Marya Freund, soprano polonesa nacionalitzada francesa (m. 1966).[11]
- 1883 - Dublín, Irlanda: Peadar Kearney, escriptor, compositor i poeta irlandès.
- 1890 - Ternópil, Galítsia, Imperi Austrohongarès: Kazimierz Ajdukiewicz, filòsof polonès de l'escola de Lviv-Varsòvia.
- 1893 - Bucarest, Romania: Edward G. Robinson, actor de teatre i cinema nord-americà, d'origen romanès (m. 1973).[12]
- 1899 - Madrid: Victorina Durán, escenògrafa i figurinista espanyola, pintora (m. 1993).[13]
- 1903 - Tòquio (Japó): Yasujirō Ozu (小津安二郎) director de cinema japonés (m. 1963).[14]
- 1914 - Chalfont St. Peter, Buckinghamshire (Anglaterra): Patrick O'Brian, nom de ploma de Richard Patrick Russ, novel·lista i traductor anglès, conegut principalment per la sèrie de novel·les d'Aubrey-Maturin (m. 2000).
- 1915 - Hoboken, Nova Jersey, Estats Units: Frank Sinatra, actor i cantant estatunidenc (m. 1998).[15]
- 1926 - Roman Kroitor, cineasta canadenc
- 1940 - East Orange, Nova Jersey: Dionne Warwick, cantant nord-americana de soul i pop.[16]
- 1945 - Wood Hall, Jamaica: Portia Simpson-Miller, política jamaicana, dos cops Primera Ministra de Jamaica.[17]
- 1946 - São Paulo (Brasil): Emerson Fittipaldi, expilot brasiler de Fórmula 1 que va guanyar els campionats de pilots de 1972 i 1974.
- 1948 - Leeds, West Yorkshire, Anglaterra: Tom Wilkinson, actor anglès.
- 1949 - Monika Szwaja periodista, professora i escriptora polonesa.
- 1950 - Nova York (EUA): Eric Maskin, economista nord-americà, Premi Nobel d'Economia de l'any 2007.
- 1957 - Trieste: Susanna Tamaro, escriptora i assistent de direcció cinematogràfica italiana.[18]
- 1962 - Palos Verdes, Califòrnia: Tracy Austin, tennista estatunidenca que fou número 1 l'any 1980.[19]
- 1969 - Londres: Sophie Kinsella, escriptora i periodista britànica.[20]
- 1970:
  - Catskill Mountains, Nova York, (EUA): Jennifer Connelly, actriu estatunidenca.[21]
  - Washington DC, (EUA): Regina Hall, actriu estatunidenca.
  - Sparks, Nevada, (EUA): Mädchen Amick, actriu estatunidenca.

## Necrològiques
Països Catalans
- 1818 - Palma: Bernat Nadal i Crespí, bisbe de Mallorca (n. 1746).
- 1827 - Palma: Maria Pascuala Caro Sureda, científica il·lustrada, doctora en filosofia i religiosa mallorquina (n. 1768).[22]
- 1967 - Palma: Dionís Bennàssar Mulet, pintor mallorquí (n. 1904).
- 1972 - Sabadell: Esteve Maria Relat i Corominas, metge i alcalde de Sabadell del 1923 al 1930.
- 1981 - Barcelona: Montserrat Pérez Iborra, empresària i pedagoga catalana (n. 1906).[23]
- 1989 - Barcelona: Carlos Barral i Agesta, editor, polític i escriptor català en llengua castellana (n. 1928).
- 1990 - Madrid (Espanya): Concha Piquer, cantant de copla i actriu valenciana (n. 1908).[24]
- 1999 - Gavà: Josep Soler i Vidal, polític i historiador català, Creu de Sant Jordi de 1988.
- 2007 - Barcelona: Josep Guinovart, pintor, dibuixant i gravador català, considerat un dels màxims representants de l'informalisme.

Resta del món
- 1758 - París: Françoise de Graffigny, novel·lista, dramaturga i salonnière francesa (n. 1695).[25]
- 1767 - Sevilla (Corona de Castella): Pere Rabassa, músic, compositor i musicòleg barceloní (n. 1683).
- 1921 - Massachusetts (EUA): Henrietta Swan Leavitt, astrònoma nord-americana (n. 1868).[26]
- 1939 - Santa Monica, Califòrnia (EUA): Douglas Fairbanks, actor, guionista, director i productor estatunidenc que va destacar en pel·lícules d'acció de l'era del cinema mut (n. 1883).
- 1947 - El Caire, Egipte: Huda Sha'arawi, pionera del moviment feminista egipci i àrab (m. 1879).[27]
- 1963:
  - Stuttgart (Alemanya):Theodor Heuss, polític alemany. Primer president de l'República Federal Alemanya (n. 1884).[3]
  - Tòquio (Japó): Yasujirō Ozu (小津安二郎) director de cinema japonés (n. 1903).[14]
- 1985, Nova York: Anne Baxter, actriu nord-americana guanyadora del premi Oscar (n.1923).[28]
- 1992 - Brussel·les, Bèlgica: Suzanne Lilar, dramaturga, assagista i novel·lista belga flamenca d'expressió francesa (n. 1901).[29]
- 2008 - Nicòsia (Xipre): Tassos Papadópulos, polític xipriota, 5è president de Xipre.
- 2016 - Roma: Javier Echevarría Rodríguez, bisbe espanyol de l'església catòlica (n. 1932).
- 2020 – Dallas, Texas, EUA: Charley Pride, cantant de country estatunidenc (n. 1934).

## Festes i commemoracions
- Mare de Déu de Guadalupe[30]
- Santoral: sants Finià de Clonard, abat de Clonard;[31] Valeric de Leuconay, abat.